# .eh
Do Tây Sahara là một lãnh thổ đang tranh chấp, nó không có tên miền quốc gia cấp cao nhất (ccTLD), nhưng .eh được để dành cho mục đích này. IANA hiện không quy định tổ chức bảo trợ cho tên miền này.
Những ký tự này được chọn do là viết tắt của Saguia el-Hamra, một trong hai tỉnh ở Sahara thuộc Tây Ban Nha trước đây. (Hoặc có thể, từ "Sáhara Español", vì Tây Sahara trước đây được gọi là Sahara thuộc Tây Ban Nha)
Vào ngày 1 tháng 8 năm 2007, một côngxoocxiom đã thương lượng với IANA để quản lý tên miền.eh nhân danh Cộng hòa Dân chủ Ả rập Sahrawi. Maroc đã phản đối yêu cầu này.